# Kněžice (district de Nymburk)
Pour les articles homonymes, voir Kněžice.
Kněžice (en allemand : Groß Knieschitz) est une commune du district de Nymburk, dans la région de Bohême-Centrale, en République tchèque. Sa population s'élevait à 505 habitants en 2020.

## Géographie
Kněžice se trouve à 6 km au nord-nord-est de Městec Králové, à 22 km à l'est-nord-est de Nymburk et à 68 km à l'est-nord-est de Prague.
La commune est limitée par Židovice, Chroustov et Žlunice au nord, par Sekeřice et Hlušice à l'est, par Sloveč au sud, et par Záhornice et Chotěšice à l'ouest.

## Histoire
La première mention écrite de la localité date de 1295.

## Administration
La commune se compose de trois quartiers :
- Dubečno
- Kněžice
- Osek

## Transports
Par la route, Kněžice se trouve à 7 km de Městec Králové, à 28 km de Nymburk et à 81 km de Prague.